# Jacob Flindt
Jacob de Flindt (født 19. april 1768 på Nielstrup, død 12. maj 1842 i Horsens) var en dansk officer.
Han var en søn af landsdommer, konferensråd Henrik de Flindt til Nielstrup og dennes anden hustru, Frederikke Christiane f. komtesse Holck. Han blev i sit 11. år page hos arveprinsesse Sophie Frederikke, student 1786, hofjunker 1787 og kammerjunker 1792. Han havde tillige 1789 erholdt patent som sekondløjtnant i Hestgarden, 1792 som premierløjtnant, og da hans velynderske, arveprinsessen, døde 1794, og udsigterne til godt avancement i hoftjenesten, til hvilken hans hu egentlig stod, dermed svandt, valgte han at gå militærvejen. Flindt forblev tjenstgørende i Hestgarden, hvor han 1797 udnævntes til ritmester, 1806 til premiermajor, 1811 til oberstløjtnant, indtil 1814, da han blev forsat som kommandør for Prins Ferdinands Dragoner, hvilket regiment hørte til troppekorpset, der under Frederik af Hessen drog til Frankrig. Her døde i byen Equerchin i juli måned 1818 hans hustru Louise f. Elphinston, hvem han havde ægtet 9. januar 1795.
1823 udnævntes han til chef for Slesvigske Kyrasserer, der havde standkvarter i Horsens, 1831 til generalmajor og 1841 til generalløjtnant. Han var 1810 blevet kammerherre, 1834 Kommandør af Dannebrog og fik Storkorset ved sit 50-årige officersjubilæum, ved hvilken lejlighed han tillige blev optaget som æresborger af Horsens by. Her døde han 12. maj 1842.